# Аланко-Кахилуото, Оути
Са́ту О́ути Кри́стийна А́ланко-Ка́хилуото (фин. Satu Outi Kristiina Alanko-Kahiluoto; род. 14 июня 1966, Оулу, Финляндия) — финский политик, депутат парламента Финляндии от партии Зелёный союз (с 2007), доктор философии.

## Биография
В 1994 году получила степень лиценциата в области философии, а в 2007 году — степень доктора философии в Хельсинкском университете.
Занимала пост зампредседателя и председателя (с 2013) парламентской фракции партии
«Зелёный союз», а также возглавляла её отделение в столице страны. В октябре 2018 года выдвинула свою кандидатуру на пост председателя партии, однако проиграла выборы Пекке Хаависто.